# Нейден
Это статья о норвежском населённом пункте Neiden. О финском населённом пункте Näätämö см. статью Нейден (Финляндия).
Не́йден (норв. Neiden, фин. Näätämö, северносаам. Njávdán, колтта-саам. Njauddâm, инари-саам. Njiävám, рус. Нявдем) — поселение на территории Норвегии в северо-восточной части Скандинавского полуострова, относится к коммуне (муниципалитету) Сёр-Варангер фюльке Финнмарк. Кратчайшее расстояние от посёлка до берега Северного Ледовитого океана составляет 12 км.
Норвежский и одноимённый финский населённый пункт исторически были единым поселением, однако в настоящее время разделены норвежско-финской границей. Финская часть посёлка относится к общине (муниципалитету) Инари провинции Лапландия.

## Население
Нейден и его окрестности — одно из мест проживания колттов (колтта-саамов), крайне малочисленной группы саамов; среди колттов, проживающих в этом районе, уже не осталось тех, кто говорит на колтта-саамском языке.

## История

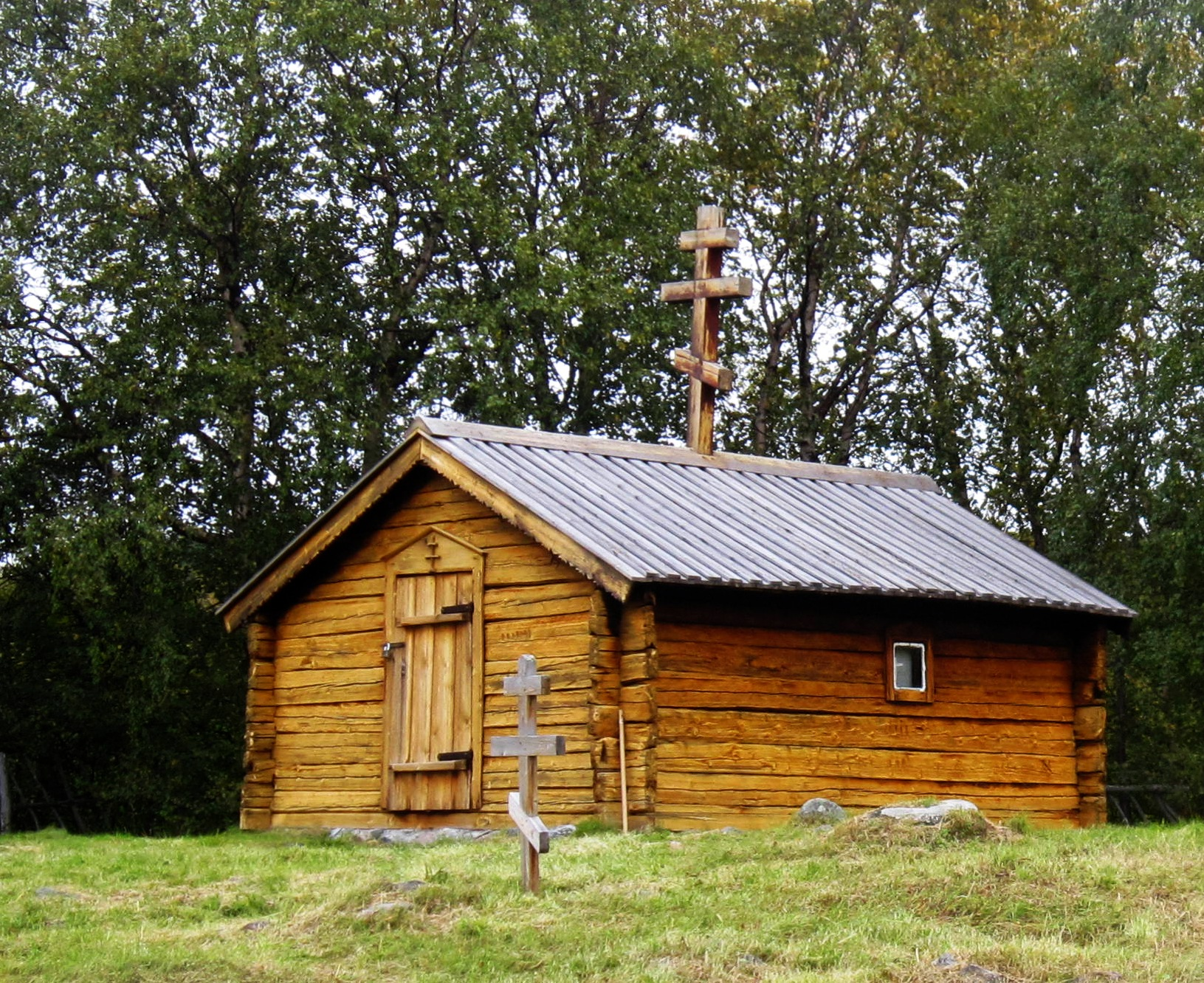
Православная часовня святого Георгия Победоносца в Нейдене

Одной из достопримечательностей является православная часовня Святого Георгия, воздвигнутая, по преданию, в 1565 году преподобным Трифоном Печенгским (1495—1583), почитаемым Русской православной церковью как «Просветитель лопарей».
В 1826 году, при образовании границы России (Великого княжества Финляндского) и Швеции (Норвегия в тот период находилась в унии со Швецией), территория Нявдемского погоста была разделена на российскую (финскую) и шведскую (норвежскую) части.
Во время Второй мировой войны Нейден был оккупирован немецкими войсками в 1940 году. В октябре 1944 года в районе Нейден шли бои между советскими войсками 14-й армии (командующий — генерал-лейтенант В. И. Щербаков) Карельского фронта (командующий — генерал К. А. Мерецков) и немецкими войсками 20-й горной армии под командованием генерал-полковника Лотара Рендулича. После того, как 25 октября в ходе проведения Петсамо-Киркенесской операции части 126-м лёгким горнострелковым корпусом (командующий — полковник В. Н. Соловьёв) освободили норвежский населённый пункт Мункельвен, они продолжили преследование противника и 27 октября 1944 года ими был освобождён Нейден, в котором части этого корпуса и закончили операцию, продвинувшись на этом направлении дальше, чем другие советские части.

## События 2011 года
25 сентября 2011 года в Нейдене состоялась церемония захоронения изъятых в начале XX века останков 94 колттов. Представители Университета Осло в 1915 году, несмотря на протесты местного населения, купили для антропологических исследований скелеты саамов из захоронений, имевшихся рядом с посёлком на берегу реки Нявдемы (Нейден (Няатямёйоки). Проректор университета Рагнхильда Хеннум принесла извинения за допущенные в отношении колттов нарушения прав человека и сказала, что такое не должно повториться. Свои извинения колттам также принесла министр государственного управления, реформ и по делам церкви Норвегии Ригмур Осруд. Церемония захоронения была проведена по православному обряду архиепископом Команским Гавриилом (де Вильдером); останки были погребены в месте первоначального захоронения в присутствии нескольких сот человек как из Норвегии, так и из Финляндии и России.